# 高麗村 (埼玉県)
高麗村（こまむら）は、埼玉県入間郡に存在した村。

## 地理
- 現在の日高市の西部に位置し、ほぼ村の西から北東にかけて高麗川が貫流する。現在は巾着田、高麗神社が在る所として知られている。
- 現在の横手、高麗本郷、久保、台、武蔵台、梅原、栗坪、楡木、清流、高岡、新堀がほぼ旧村域にあたる。
- 西武池袋線高麗駅、武蔵横手駅が村域にある鉄道駅であったが、中心部からは離れていた。

## 歴史
- 1889年（明治22年）4月1日 - 町村制施行により、高麗郡高麗本郷・横手村・久保村・台村・梅原村・栗坪村・楡木村・清流村・高岡村・新堀村の区域をもって高麗村が成立。
- 1896年（明治29年）4月1日 - 入間郡の所属となる。
- 1955年（昭和30年）2月11日 - 高麗川村と新設合併し日高町が発足。同日高麗村廃止。